# Paolo Rossi
Paolo Rossi (ur. 23 września 1956 w Prato, zm. 9 grudnia 2020 w Sienie) – włoski piłkarz grający na pozycji napastnika.
W 1982 został wybrany najlepszym piłkarzem Europy.

## Kariera piłkarska
Napastnik w swojej karierze reprezentował barwy kilku włoskich klubów. Po odejściu z Juventusu Turyn (który reprezentował na szczeblach juniorskich), trafił do Vicenzy, gdzie zdobył mistrzostwo Serie B oraz dwa tytułu króla strzelców – zarówno Serie A (sezon 1977/78), jak i Serie B (sezon 1978/79). W 1980, będąc piłkarzem Perugii, został głównym winowajcą afery Totonero. Na światło dzienne wyszła informacja o przyjęciu przez zawodnika łapówki w wysokości 2 milionów lirów. Pierwotnie zawodnik został skazany na trzy lata zawieszenia, później kara została obniżona do dwóch lat. Po odbyciu banicji, wrócił do Juventusu, gdzie wraz z Francuzem Michelem Platinim oraz Polakiem Zbigniewem Bońkiem tworzył atakujące trio. Wraz z turyńczykami zdobył dwa Scudetta, Puchar Mistrzów, Puchar Zdobywców Pucharów oraz Superpuchar Europy. Później, krótko reprezentował A.C. Milan oraz Hellas Verona, gdzie w 1988 roku zakończył karierę.

## Kariera reprezentacyjna
W 1982 roku doprowadził reprezentację Włoch do zwycięstwa w Mistrzostwach Świata, zdobywając przy tym sześć goli, które przełożyły się na zdobycie tytułu króla strzelców. Do kadry narodowej został dołączony w ostatniej chwili, dzięki skróceniu do dwóch lat kary dyskwalifikacji za udział w aferze korupcyjnej we włoskiej piłce Totonero („Czarny totek”).
Był uczestnikiem Mundialu 1978 w Argentynie, gdzie zdobył 3 gole oraz w Mundialu 1986 w Meksyku, gdzie nie rozegrał ani minuty.
Łącznie w reprezentacji Włoch rozegrał 48 spotkań i zdobył 20 goli.

## Śmierć i pogrzeb
Piłkarz zmarł 9 grudnia 2020 roku w Sienie na raka płuc. 11 grudnia 2020 roku trumna z ciałem piłkarza została wystawiona na stadionie Romeo Menti w Vicenzy. 12 grudnia 2020 roku w Vicenzy odbyły się uroczystości pogrzebowe, do miejscowej katedry trumnę wnieśli byli piłkarze: Marco Tardelli, Giancarlo Antognoni, Antonio Cabrini i Fulvio Collovati. Dzień po pogrzebie trumna została wystawiona na stadionie Renato Curi w Perugii, a następnie po kremacji urna z prochami piłkarza została złożona ostatecznie na cmentarzu w toskańskiej miejscowości Bucine.

## Sukcesy

### Klubowe
Vicenza
- Serie B: 1976/77

Juventus
- Serie A: 1981/82, 1983/84
- Puchar Włoch: 1982/83
- Puchar Mistrzów: 1984/85
- Puchar Zdobywców Pucharów: 1983/84
- Superpuchar Europy: 1984

### Reprezentacyjne
Włochy
- Złoty medal Mistrzostw Świata: 1982

### Indywidualne
- Król strzelców Serie B: 1976/77
- Król strzelców Serie A: 1977/78
- Złota Piłka: 1982
- FIFA 100